# 于克里茨
于克里茨（德語：Ückeritz）是德国梅克伦堡-前波美拉尼亚州的市镇，隶属于前波美拉尼亚-格赖夫斯瓦尔德县。总面积为13.69平方千米，截至2023年12月31日总人口为1,041人。